# Трояновский, Михаил Константинович
Михаи́л Константи́нович Трояно́вский (7 ноября 1889, село Глазово, Смоленская губерния — 4 декабря 1964, Москва) — советский актёр театра и кино. До 1934 года был фармацевтом. Заслуженный артист РСФСР (1958).

## Биография

### Детство
Родился в селе Глазове (по другим данным, Глазкове) Смоленской губернии в семье смоленского обедневшего обрусевшего дворянина шляхетского происхождения К. И. Трояновского, служащего Дорогобужской земской управы. В семье было семь детей, что, вероятно, усугубило её бедность. С 1901 по 1908 год учился в Смоленской гимназии.

### Карьера аптекаря, участие в Первой мировой войне
Не окончив Смоленскую гимназию вероятнее всего по причине отсутствия в семье средств для его учёбы (сын Трояновского Ромуальд использует эвфемизм «по семейным обстоятельствам»), начал работать в смоленской аптеке Дормана как ученик аптекаря. После трёхлетней ученической практики в 1911 году выдержал экзамен при Харьковском университете на звание аптечного помощника и вернулся на работу в аптеку Дормана.
С 1915 года заочно учился на провизорских курсах при Московском университете, продолжая работать в аптеке Дормана. В условиях идущей Первой мировой войны в 1916 году был призван на военную службу в Москву. Служил аптечным фельдшером 25-го сводного эвакуационного госпиталя. Одновременно продолжал учиться и посещать лекции в Московском университете.
Не успев сдать государственные экзамены на степень провизора, в 1917 году был отправлен на Западный фронт в качестве заведующего аптекой одного из отрядов 2-й Сибирской стрелковой дивизии. В 1918 году, находясь в Минске, попал в плен при немецком наступлении. Был освобождён из плена в том же 1918 году занявшей Минск Красной Армией.
В 1919 году был демобилизован и начал работать в Центральной аптеке НКПС Западного округа. В 1920 году был переведён на должность заведующего аптекой приёмного покоя станции Минск, в 1921 году — на должность заведующего аптекой приёмного покоя станции Дорогобуж. С 1922 по 1934 год работал фармацевтом аптечного склада Московской Белорусско-Балтийской железной дороги; после упразднения должности был уволен.
Завершённое образование Трояновского исчерпывалось званием аптечного помощника, полученным в 1911 году.

### Карьера актёра
С 1908 года участвовал в любительских театральных постановках в Смоленске, позже привлекался в профессиональные театральные группы. В 1916 году снялся в эпизодической роли в немом фильме, где главные роли исполняли Иван Мозжухин и его жена Наталья Лисенко. В 1923—1934 годах, работая фармацевтом, по совместительству работал в московских театрах (Театр МОПР, затем Рабоче-крестьянский театр).
После увольнения в 1934 году с должности фармацевта аптечного склада поступил актёром в театр «Семперантэ» под руководством режиссёров и актёров А. В. Быкова и А. А. Левшиной, где работал до 1937 года.
В 1936 году был приглашён Марком Донским на пробы роли деда Каширина в фильм «Детство Горького» и утверждён в этой роли. Участие в этом и последующем фильме Донского «В людях» принесло Трояновскому государственное признание (был награждён орденом «Знак Почёта») и всесоюзную известность. В августе 1937 года заключил договор с киностудией «Союздетфильм». Начиная с этого времени и до смерти в 1964 году ежегодно снимался в нескольких фильмах. Занимался также озвучиванием зарубежных фильмов.
В 1945—1964 годах состоял в штате Театра-студии киноактёра, где сыграл роли в 18 спектаклях: «Счастье Гарри Смита», «Софья Ковалевская», «Острова мира», «Завтрак у предводителя», «Нахлебник», «Флаг адмирала», «Три солдата», «Звезда Голливуда», «Дон Иванович», «Раки», «Бедность не порок», «Смерть Пазухина», «Попрыгунья», «У опасной черты», «Обыкновенное чудо», «Ах, сердце», «Дело Маррисона», «Веселые расплюевские дни» и других. Занимался концертной деятельностью.
Умер в Москве, похоронен на Донском кладбище.

## Семья
- Отец — Константин Иванович Трояновский (около 1861 — ?). В 1885 году был непременным заседателем Дорогобужского уездного полицейского управления в Смоленской губернии. Служащий Дорогобужской земской управы.
- Дяди:
  - Евгений Иванович Трояновский (1854 — после 1920), русский военный, чиновник, общественный деятель. Полицмейстер Калуги (1886—1912).
  - Иван Иванович Трояновский (1855—1928), русский врач, коллекционер, ботаник, общественный деятель.
- Двоюродные братья и сёстры:
  - Вячеслав Евгеньевич Трояновский (1879 — после 1920), русский военный, кавалерист. Участник Первой мировой войны; сотник Татарского конного полка Кавказской туземной конной дивизии («Дикой дивизии»). Один из шести офицеров Татарского конного полка, удостоенных ордена Святого Георгия 4-й степени (1916). Участник Гражданской войны на стороне белых.
  - Анна Ивановна Трояновская (1885—1977), русская и советская певица, художница, педагог.
- Жена — Елена (Галина) Фаддеевна Трояновская (урождённая Яновская, 1890—1980), полька, вышла замуж за Михаила Трояновского в начале 1910-х гг.
  - Сын — Ромуальд Михайлович Трояновский (1914—1992), советский актёр. Получил техническое образование, служил в Советской Армии. Позже стал артистом разговорного жанра, играл в народных театрах.
    - Внук — Эдмунд Ромуальдович Трояновский (1935—1981).
    - Внучка — Елена Ромуальдовна Гаврилова (урождённая Трояновская, р. 1954)
      - Правнук — Дмитрий Игоревич Гаврилов (р. 1984)

## Фильмография

### Актёр
- 1937 — Тайга золотая
- 1938 — Детство Горького — дед Каширин
- 1938 — В людях — Каширин
- 1938 — Поезд идёт в Москву — дед
- 1939 — Всадники — Мусий Половец
- 1939 — Высокая награда — рыболов
- 1939 — Комендант Птичьего острова — капитан японской шхуны
- 1939 — Мои университеты — профессор Студентский
- 1939 — Шёл солдат с фронта — старик
- 1940 — Брат героя — дед-сторож
- 1940 — Гибель «Орла» — Илья Светлов
- 1940 — Случай в вулкане — профессор Муратов
- 1941 — Боевой киносборник № 1 — немецкий офицер
- 1941 — Романтики — шаман
- 1941 — Конёк-Горбунок — старинушка
- 1942 — Боевой киносборник «Лесные братья» — партизан
- 1942 — Принц и нищий — Бернс
- 1943 — Лермонтов — Смирдин
- 1943 — Март-апрель — начальник разведшколы
- 1943 — Новые похождения Швейка — партизан и немецкий офицер
- 1943 — Фронт
- 1944 — Зоя — завуч
- 1945 — Непокорённые — Назар Иванович Омельченко
- 1945 — Это было в Донбассе
- 1946 — Глинка — сановник
- 1946 — Каменный цветок — Прокопьич
- 1947 — Весна — научный сотрудник
- 1947 — Русский вопрос — Вильямс
- 1948 — Путь славы — Трофимыч
- 1948 — Три встречи — Фадеич
- 1951 — Тарас Шевченко — шеф жандармов
- 1952 — Садко — Трифон
- 1953 — Завтрак у предводителя — Пётр Петрович
- 1953 — Чук и Гек — ямщик
- 1954 — Герои Шипки — Артур Адамович Непокойчицкий
- 1954 — Золотые яблоки — Сергей Филимонович
- 1954 — Опасные тропы — Иннокентий
- 1955 — Вольница — управляющий рыбным промыслом
- 1955 — За витриной универмага — Мартын Иванович Мазченко
- 1955 — Матрос Чижик — Флегонт Нилыч
- 1955 — Нестерка
- 1955 — Отелло — дож Венеции
- 1956 — Безумный день — отдыхающий
- 1956 — Обыкновенный человек — дед-сосед
- 1956 — Приключения Артёмки — Кубышка
- 1956 — Убийство на улице Данте — крестьянин
- 1957 — Борец и клоун — доктор
- 1957 — Звёздный мальчик — сосед Дровосека
- 1957 — Необыкновенное лето — белый генерал
- 1957 — Огненные вёрсты — Арсений Илларионович Шелаков
- 1957 — Рассказы о Ленине — завхоз в Горках
- 1957 — Смерть Пазухина — Иван Прокофьевич Пазухин
- 1958 — В дни Октября — генерал Алексеев
- 1958 — Дожди — Василий Игнатьевич Комаров
- 1958 — Сампо — прорицатель
- 1958 — У тихой пристани — Сергей Петрович
- 1958 — Хождение за три моря
- 1959 — Дорога уходит вдаль — главврач
- 1959 — Жестокость — фельдшер Роман Фёдорович
- 1959 — Колыбельная — архивариус
- 1959 — Необыкновенное путешествие Мишки Стрекачёва — вахтёр
- 1959 — Спасённое поколение — Лабчинский
- 1961 — Вечера на хуторе близ Диканьки — старик в хате
- 1961 — Две жизни
- 1961 — Музыка Верди — Дымченко
- 1961 — Человек ниоткуда — профессор антропологии
- 1962 — На семи ветрах — Вольдемар Янович Петерсон
- 1964 — Непридуманная история — дед с мешком
- 1964 — Криницы — Данила Платонович Шаблок
- 1965 — Герой нашего времени — десятник

### Озвучивание
- 1958 — Тени ползут — Муртуз
- 1961 — Печёнка
- 1963 — Ждите нас на рассвете — учитель музыки

### Озвучивание мультфильмов
- 1951 — Сказка о мёртвой царевне и о семи богатырях — 4-й богатырь
- 1952 — Валидуб — дедушка Маришки
- 1952 — Сармико — дед Яхтыргын
- 1956 — Аист — Хасан
- 1963 — Дочь солнца

## Награды и звания
- орден Ленина (1944)
- орден «Знак Почёта» (1939, за фильмы «Детство Горького» и «В людях»)
- Заслуженный артист РСФСР (1958)